# Mikheil Meskhi
Mikheil Meskhi (georgià: მიხეილ შალვას ძე მესხი)  (Tbilisi, 12 de gener de 1937 - Tbilisi, 22 d'abril de 1991) fou un futbolista georgià de la dècada de 1950.
Fou 35 cops internacional amb la selecció de la Unió Soviètica amb la qual participà en la Copa del Món de futbol de 1962.
Pel que fa a clubs, defensà els colors de FC Dinamo Tbilisi i FC Lokomotivi Tbilisi.